# انتخابات الرئاسة الزامبية 2008
انتخابات الرئاسة الزامبية 2008 هي انتخابات رئاسية جرت في 30 أكتوبر 2008، في زامبيا.
فاز بالانتخابات روبيا باندا.